# メヒカブレ
メヒカブレまたはメキシカブレ（Mexicable）はメヒコ州の索道による公共交通機関で、従来の公共交通を利用することが困難だった地域のための大量輸送システムとして機能している。1号線はグアダルーペ山脈の高地に位置する。2号線は1号線と同じ場所からはじまり、メキシコシティのインディオス・ベルデスとの間を結んでいる。

## 歴史
2014年1月13日、メヒコ州政府はIUSAとALFAから構成される「Mexiteleférico」という企業にメヒコ州エカテペックの索道の建設許可を与えた。当初の見積りでは12億2800万ペソの費用がかかるとされたが、最終的には17億ペソに達した。その6割が民間投資、4割が国と州の出資によってまかなわれた。2016年なかばに工事が完了し、数度にわたる試験運行を経て2016年10月に開業した。メヒカブレはメキシコ初の観光目的でない公共交通用の索道だった。

## 1号線
1号線は赤線(línea roja)とも呼ばれ、グアダルーペ山脈高地に位置する。7つの駅がある（サンタ・クララ、ハンク・ゴンサレス、タブラス・デル・ポソ、ファーティマ、ロス・ボルドス、デポルティーボ、ラ・カニャーダ）。路線距離は4.9キロメートルである。
始発駅から終着駅までは最速で17分かかり、平均速度は22分である。
開業から8か月で500万近くの利用があり、1日あたりにすると21,000回の利用となる。これは当初の見積りである1日26,000-29,000回よりも少ない。

### 特徴
メヒカブレ1号線には185台のモデルGD8のゴンドラがあり、各ゴンドラは立って10人、座って8人を運ぶことができる。ゴンドラ内部の照明は太陽電池によってまかなわれる。高さ最大35メートルの塔が36本立っており、塔と塔の距離は30メートル-286メートルである。路線に沿って52の壁画と落書きがあるが、これらは都市環境改良プロジェクトの一部である。
駅にはエレベーターと駐輪場があり、自転車・スケートボード・キックボード・乳母車・ペットの持ち込みが可能である。すべての駅にプリペイドカードの発行とチャージが可能な機械が置かれている。駅1・4・7（サンタ・クララ、タブラス・デル・ポソ、ラ・カニャーダ）には切符売場もある。駅1（サンタ・クララ）には土産店がある。
動力としては2つのモーターを使用し、各モーターは16シリンダーを備え、約1000馬力の力を持つ。モーター、変圧器、緊急時の発電機はいずれも駅4（タブラス・デル・ポソ）に置かれており、このため1号線を通しで乗るには駅4で乗りかえる必要がある。
政府によればメヒカブレによって年間の二酸化炭素排出量を1700万トン減らすことができるとしている。

## 2号線
2号線は緑線(línea verde)とも呼ばれ、メキシコシティのインディオス・ベルデスとハンク・ゴンサレスの間を結ぶ。ハンク・ゴンサレスで1号線に乗りかえることができる。インディオス・ベルデスではメトロバスの1号線および7号線、メキシコシティ地下鉄3号線、カブレブス1号線に乗りかえることができる。路線距離は8.4キロメートルで、7つの駅がある（インディオス・ベルデス、タンケ・デ・アグア、ペリフェリコ、サン・イシドロ、Dr.ホルヘ・ヒメネス・カントゥ、ラ・メサ、ハンク・ゴンサレス）。計画では始発駅から終着駅までは29分で、1日あたり29,000人を運ぶ。
2023年3月30日に開業した。

## 運賃
現在、運賃は9メキシコ・ペソで、「Mexipase」というプリペイドのICカードを使用する。60歳より上で国立老齢者機構(INAPAM)の有効な証明書を持つ者、5歳未満の子供、障害者は無料である。
2017年12月9日に、従来のプリペイドカードから、メキシバスとメヒカブレの両方に乗車できる新しいカードへの置換がはじまった。2022年2月からMexipaseはメキシバスとメヒカブレのどの駅でも使えるようになった。
上記のカードを使うことにより、メヒカブレとメキシバスの間は無料で乗り換えることができる（乗り換え不能のカードを持っている場合を除く）。

## 批判
メヒカブレはいくつかの機会において批判された。開通式典において近くのサッカー場に敷かれた人工芝が、その2日後には取り除かれていたという批判がなされた。政府はこの批判を否定し、人工芝は再び敷かれるとした。
また、電気・水道・教育といったより基本的なものの欠落に直面している住民にとって、メヒカブレは優先度が高くないという批判もなされた。加えて地下鉄やBRTなど他の公共交通機関との接続性が悪いためにメヒカブレの価値に限界があるという批判もなされた。しかし2021年にメキシバスの4号線が開業し、サンタ・クララ駅で接続できるようになったことによって状況は変化した。この路線は現在インディオス・ベルデスとメヒコ州立ビセンテナリオ大学の間を結び、将来はフェリペ・アンヘレス国際空港まで延長される予定である。
同様に、入札・資金・建設に関する情報の正確性・透明性を欠くことがさまざまなメディアによって批判されてきた。

## 今後の計画
2013年、当時のメヒコ州知事エルビエル・アビラ・ビジェガス (Eruviel Ávila Villegas) はナウカルパンに索道の路線を作ると発表したが、任期中に建設されることはなかった。2018年に新知事のアルフレド・デル・マソ (Alfredo del Mazo Maza) はクアルト・カミノスからナウカルパン内部へ向かう路線の建設が2019年に開始し、路線長は8.4キロメートルで6つの駅が作られると述べた。またトラルパネントラからエカテペックへ向かう別の路線についても言及されているが、詳細は明らかにされていない。